# Argus As 10
L'Argus As 10 era un motore aeronautico otto cilindri a V di 90° invertita raffreddato ad aria, realizzato nel 1928 dall'azienda tedesca Argus Motoren GmbH ed introdotto nel 1931.

## Storia

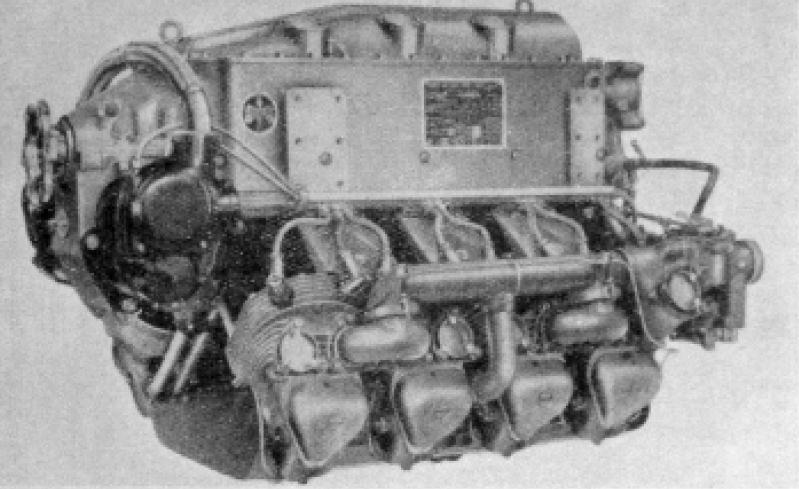
Argus AS 10 C in una immagine dell'epoca di costruzione

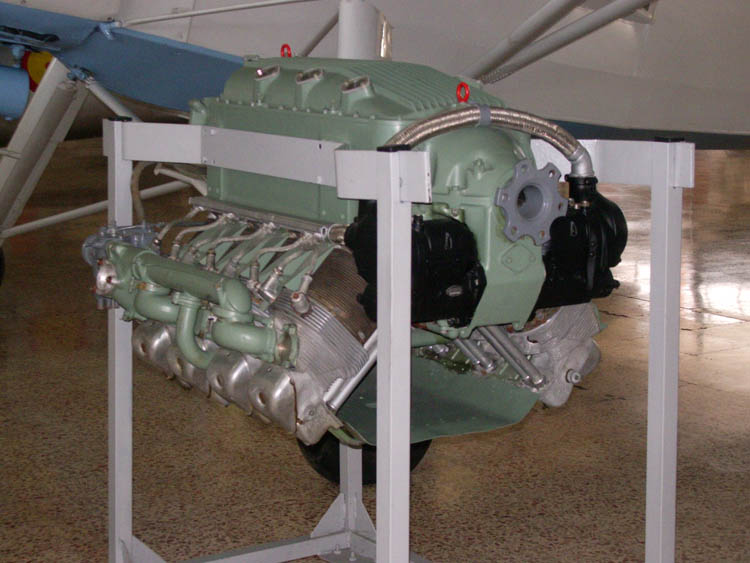
Altra vista dell'Argus As 10 esposto presso il Museo del Aire di Madrid, Spagna

### Sviluppo
Derivato dal 4 cilindri As 8, esso era in pratica ottenuto dall'unione di due motori in linea, dei quali condivideva il disegno, con le bancate ad angolo retto tra loro. Il motore era pensato per fornire bassi livelli di potenza e fu utilizzato dalla Luftwaffe esclusivamente su velivoli da ricognizione e collegamento dal periodo precedente alla seconda guerra mondiale fin dopo la fine del conflitto. In tutto ne furono prodotte 28 000 unità.
L'avviamento veniva effettuato tramite una manovella sul fianco del motore, ma successivamente si rese disponibile un'accensione elettrica con impianto Bosch a 24 V.
Dall'As 10 venne sviluppata una versione potenziata, l'As 401.
In Italia è possibile ammirare un esemplare di As 10 C esposto presso il Museo storico dell'Aeronautica Militare.

## Caratteristiche tecniche aggiuntive

### As 10 C
- Potenza al decollo: 240 CV a 2 000 giri/min
- Potenza di emergenza: 220 CV a 1 940 giri/min
- Potenza alla velocità di crociera: 200 CV a 1 880 giri/min
- Diametro massimo dell'elica: 2 300 mm

### As 10 E
- Potenza massima: 270 CV a 2 100 giri/min (1 min)
- Potenza al decollo: 240 CV a 2 000 giri/min (5 min)
- Potenza di emergenza: 220 CV a 1 940 giri/min (30 min)
- Potenza alla velocità di crociera: 200 CV a 1 880 giri/min

## Velivoli utilizzatori
Germania
- Albatros Al 102
- Albatros Al 103
- Arado Ar 66
- Arado Ar 76
- Arado Ar 96 A
- Dornier Do 12
- Fieseler Fi 156 Storch
- Focke-Wulf Fw 55
- Focke-Wulf Fw 56 Stösser
- Focke-Wulf Fw 58 Weihe
- Focke-Wulf Fw 186 (autogiro)
- Gotha Go 145
- Heinkel He 74
- Klemm Kl 151
- Messerschmitt Bf 108 Taifun
- Messerschmitt Bf 163

## Motori comparabili
Germania
- Hirth HM 508